# U-21-Faustball-Europameisterschaft 2007
Die 8. Faustball-Europameisterschaft für U21-Mannschaften fand 2007 in Salzburg (Österreich) zeitgleich mit der Europameisterschaft 2007 für Frauen statt. Österreich war zum vierten Mal Ausrichter der Faustball-Europameisterschaft der U21-Mannschaften.

## Vorrunde
Spielergebnisse
| 17.08.2007 | Österreich  | – | Italien     | 3:1 | (11:8, 6:11, 11:8, 11:8)       |
| 17.08.2007 | Schweiz     | – | Deutschland | 0:3 | (6:11, 9:11, 9:11)             |
| 17.08.2007 | Österreich  | – | Schweiz     | 3:1 | (9:11, 15:14, 11:6, 11:5)      |
| 17.08.2007 | Deutschland | – | Italien     | 3:0 | (11:8, 11:6, 11:7)             |
| 17.08.2007 | Österreich  | – | Deutschland | 0:3 | (10:12, 6:11, 9:11)            |
| 17.08.2007 | Schweiz     | – | Italien     | 3:2 | (11:4, 7:11, 7:11, 11:9, 11:8) |

## Halbfinale
Der Sieger der Vorrunde war direkt für das Finale qualifiziert, der Zweite und der Dritte spielten im Halbfinale um den Finaleinzug.
| 18.08.2007 | Österreich | - | Schweiz | 2:3 | (5:11, 9:11, 11:6, 13:11, 10:12) |

## Finalspiele
| Spiel um Platz 3 | Spiel um Platz 3 | Spiel um Platz 3 | Spiel um Platz 3 | Spiel um Platz 3 | Spiel um Platz 3                | Spiel um Platz 3 |
| ---------------- | ---------------- | ---------------- | ---------------- | ---------------- | ------------------------------- | ---------------- |
| 18.08.2007       | Österreich       | –                | Italien          | 3:2              | (3:11, 11:2, 7:11, 11:8, 14:12) |                  |
| Finale           |                  |                  |                  |                  |                                 |                  |
| 18.08.2007       | Deutschland      | –                | Schweiz          | 4:1              | (7:11, 11:9, 11:2, 11:5, 11:8)  |                  |

## Platzierungen
| Rang | Land        |
| ---- | ----------- |
| 1.   | Deutschland |
| 2.   | Schweiz     |
| 3.   | Österreich  |
| 4.   | Italien     |